# Google Vids
Google Vids es una aplicación de creación de videos impulsada por inteligencia artificial que forma parte de Google Workspace. Está diseñada para ayudar a los usuarios a crear videos informativos con fines laborales. La aplicación aprovecha la tecnología Gemini de Google para permitir a los usuarios crear guiones gráficos de videos manualmente o con ayuda de la IA mediante simples indicaciones. Las características incluyen cargar medios, elegir videos de archivo, imágenes, música de fondo y una función de locución con generación de guiones mediante IA.
La aplicación actualmente se encuentra en fase de prueba con usuarios seleccionados de Google Workspace Labs, y se planea un beta público durante el verano boreal de 2024. Google Vids está principalmente destinada a crear contenido laboral como capacitación en ventas, videos de integración de personal, contacto con proveedores y actualizaciones de proyectos. Ofrece varios estilos y plantillas, funciones colaborativas y está limitada a videos de menos de tres minutos sin integración con YouTube hasta el momento.
Fue anunciada el 9 de abril de 2024 en el canal oficial de YouTube de Google Workspace en un anuncio de 1 minuto y 26 segundos que mostraba el modelo de IA. Google la describe como "Tu nueva aplicación de creación de videos impulsada por IA para el trabajo. Google Vids es una nueva aplicación que te ayuda a compartir ideas y crear contenido de video enriquecido. Próximamente en Gemini para Google Workspace."